# Verwaltungsgemeinschaft Rochlitz
Die Verwaltungsgemeinschaft Rochlitz ist eine Verwaltungsgemeinschaft im Freistaat Sachsen. Sie liegt im Nordwesten des Landkreises Mittelsachsen etwa 35 km nördlich von Chemnitz. Landschaftlich befindet sich das Gemeinschaftsgebiet im Mittelsächsischen Hügelland, im Tal der Zwickauer Mulde. Durch die Verwaltungsgemeinschaft verläuft in Ost-West-Richtung die Bundesstraße 7, welche kurz hinter Rochlitz an der B 175 endet. In Rochlitz kreuzen sich auch die Bundesstraßen 175 und 107, welche das Gemeinschaftsgebiet in Nord-Süd-Richtung durchquert. Rochlitz liegt auch an der Bahnstrecke Chemnitz–Grimma, welche aber stillgelegt wurde.

## Die Gemeinden mit ihren Ortsteilen
- Rochlitz mit den Ortsteilen Rochlitz (Stadt), Breitenborn, Noßwitz, Penna, Stöbnig, Wittgendorf und Zaßnitz
- Königsfeld mit den Ortsteilen Königsfeld, Leupahn, Leutenhain, Schwarzbach, Weißbach, Doberenz, Heide, Köttwitz und Stollsdorf
- Seelitz mit den Ortsteilen Seelitz, Beedeln, Bernsdorf, Biesern, Döhlen, Fischheim, Gröblitz, Gröbschütz, Kolkau, Köttern, Neudörfchen, Neuwerder, Neuzschaagwitz, Pürsten, Seebitzschen, Sörnzig, Spernsdorf, Städten, Steudten, Winkeln, Zetteritz, Zöllnitz, Zschaagwitz und Zschauitz
- Zettlitz mit den Ortsteilen Ceesewitz, Hermsdorf, Kralapp, Methau, Rüx und Zettlitz